# Antigona (Krejčí)
Antigona je scénická kantáta (či opera) o jednom dějství českého skladatele Iši Krejčího na vlastní libreto podle Sofoklovy stejnojmenné tragédie v překladu Josefa Krále. V první verzi ji uvedli poprvé 9. května 1934 posluchači Pražské konzervatoře na scéně Stavovského divadla, přepracovanou verzi uvedlo poprvé 20. března 1965 Státní divadlo v Olomouci.

## Vznikl, charakteristika a historie opery

### První verze
Opera Antigona byla přes svůj skromný rozměr pro skladatele Išu (Františka) Krejčího prakticky celoživotním a patrně nejvýznamnějším dílem. Krejčí se už v mládí prosadil roku 1925 svou Kasací, kterou představil svou podobu neoklasicismu. Jeho prvním jevištním dílem byl Malý balet provedený v Národním divadle roku 1930. Téhož roku začal rovněž uvažovat o zhudebnění Shakespearovy Komedie omylů, z níž nakonec vznikla opera Pozdvižení v Efesu. Dříve však byla napsána a uvedena krátká, jednoaktová Antigona, vzniklá počátkem 30. let 20. století.
Antigona bývá označována jako „opera“ nebo „scénická kantáta“; Krejčího životopisec Václav Holzknecht říká, že je to „jevištní dílo, napůl opera, napůl kantáta, něco na způsob Stravinského oratoria Oidipus Rex“. Námět skladatele zaujal už v době, kdy ho poprvé četl jako gymnazista. Libreto si upravil Krejčí sám ze Sofoklovy tragédie v překladu Josefa Krále, a to především podstatným proškrtáním, avšak rovněž přidáním řady slov a vět.
Původní verze Antigony byla provedena 26. ledna 1933 na koncertu hudební skupiny Mánesa v jeho výstavní síni. Na koncertě zazněly nové skladby mladé skladatelské generace – Jaroslava Ježka, Bohuslava Martinů, Pavla Bořkovce a také Iši Krejčího, vedle Antigony ještě Šest písní na slova J. Nerudy a Čtyři duchovní písně. Zpěváky z Národního divadla doprovázel na violu V. Dvořák a na klavír Iša Krejčí sám.
Následujícího roku, konkrétně 9. května 1934, provedla Antigonu scénicky Pražská konzervatoř na scéně Stavovského divadla. Tvořila druhou část večera společně s inscenací opery Starý král předčasně zemřelého skladatele Jaroslava Jeremiáše. Lidové noviny ji inzerovaly jako „nejkratší českou operu“ a jako „nový operní útvar“ „podle vzoru francouzské hudební avantgardy“.
Konečně 18. září 1935 uvedl Antigonu pražský rozhlas. Dirigoval Karel Ančerl a zpívali Božena Kozlíková, Miloš Linka, Bronislav Chorovič, Jaroslav Gleich a Stanislav Ulrich, tedy zčásti pěvci účastnící se již premiéry v Mánesu.
Sám skladatel později vzpomínal: „Když jsem před třiceti lety slyšel a viděl inscenaci své první Antigony, seznal jsem, že se mi umělecký záměr nezdařil, neboť ani moje tehdejší kompoziční technika, ani moje tehdejší jevištní zkušenosti na tento námět ještě zdaleka nestačily.“ Jen skutečnost, že hudební materiál již byl v majetku konzervatoře, mu prý zabránil dílo zcela zničit, avšak umínil si, že se k dílu vrátí „po náležitém uměleckém vyzrání“.

### Druhá verze
K tomuto návratu došlo koncem 50. let 20. století, kdy Krejčí Antigonu přepracoval. Podle Krejčího se jednalo „o úplně novou kompozici“; až na úvodní výstup Kreonta, který považoval za zdařilý, a asi pětadvaceti jiných taktů vznikla celá hudba nově. Krejčí tvrdil, že „měl při kompozici přesnou jevištní představu“ a „sledoval konkrétní divadelní záměr. Chtěl jsem ukázat, že lze dosáhnout maximálního divadelního účinku i minimem pohybu na jevišti a bez jakéhokoli použití toho, čemu se dnes říká jevištní technika.“ Uvedení této verze se však zpozdilo – jedna z pozdějších recenzí ji popisuje jako „dílo zprvu kdesi odmítnuté pro ideovou scestnost, pak televizí statečně rehabilitované“. Tuto přepracovanou verzi Krejčí věnoval památce operního režiséra Ferdinanda Pujmana.
Podle Václava Holzknechta v této verzi dospěl Krejčí „k šíři, jednoduché monumentalitě, k vyváženosti ploch. […] Antigona vyjádřila jeho vnitřní ryzost, jeho úctu k člověku a jeho humanistické přesvědčení.“
Antigona byla skutečně nejprve provedena v Československé televizi, kde ji inscenoval avantgardní režisér Pavel Hobl. Nejprve vznikla v této souvislosti nahrávka Československého rozhlasu, již v textové úpravě Václava Renče. Ta byla později (poprvé 6. března 1965) vysílána i rozhlasem samostatně. V televizní inscenaci byla tato nahrávka beze zbytku využita, ale Renči přidal ještě mluvený prolog, který přednesl Radovan Lukavský. Jinak režisér interpretoval dílo dosti volně, Z pěvců hrál pouze Eduard Haken jakožto věštec Teirésiás a z Kreonta v podání Dalibora Jedličky kamera zabírala většinou jen ústa. Haimóna hrál činoherec Vít Olmer, zatímco Antigona se stala taneční postavou a další tanečník personifikoval „zmar“. V inscenaci byla vyzdvižena i milostná scéna Haimóna a Antigony, která v opeře samotné chybí.
Iša Krejčí v den televizní premiéry vydal v deníku Lidová demokracie rozhovor, ve které se v podstatě od inscenace distancoval. Zdůrazňoval, že „pro televizi moje Antigona původně myšlena nebyla“, a zpracování označoval za „úplnou vizuální transplantaci“, která nebyla v jeho „původním uměleckém záměru. Tak např. prolog nemá ani s mou osobou, ani s mým původním záměrem nic společného…“ Zvláště litoval textových změn: „Poněvadž se televizním inscenátorům tento [=původní Krejčího] text nezdál literárně dost hodnotný, tedy na mnohých místech mé hudbě podložili text jiný, který je nepoměrně hodnotnější, ale je pak příčinou i několika nepěkných deklamačních poklesků ve zpěvních partech a také v mnohém ohledu není myšlenkově dost přímočarý, takže přece jen bych pro budoucnost vždy raději viděl ponechání textu původního.“ Po uvedení inscenace 24. května 1964 se v tisku objevila rozsáhlá polemika o tom, nakolik byly zásahy režiséra do díla oprávněné, přičemž televizní kritici ji oceňovali, hudební kritici naopak žehrali na nerespektování záměrů skladatele. Inscenace získala následně na V. Mezinárodním televizním festivalu v Monte Carlu 1965 jednu ze sedmi hlavních cen – Zlatých nymf, sklidila i další ocenění a byla prodána řadě zahraničních televizních společností.
Scénická premiéra této definitivní verze byla provedena 20. března 1965 v olomouckém divadle, se kterým měl Iša Krejčí úzké vztahy, protože byl v letech 1945–1958 šéfem tamější opery. V rámci večera byla kombinována s jinou soudobou českou operou na antické téma, Ariadnou Bohuslava Martinů. Státní divadlo Oldřicha Stibora s ní hostovalo rovněž v Praze (1. listopadu 1965).
Další inscenaci uvedlo Národní divadlo (v budově Tylova divadla) několik týdnů po Krejčího smrti, 27. března 1968. I zde byl Iša Krejčí kombinován s Bohuslavem Martinů, tentokrát s komedií Divadlem za bránou, což se ukázalo jako nevhodná kombinace. Malý divácký úspěch připsal muzikolog Vilém Pospíšil v případě Antigony slabinám libreta, „protože libretista Krejčí nedosáhl úrovně skladatele“. Přiznával však, že Krejčí si právě na textu Antigony zakládal „a byl by v tomto směru asi žádnou připomínku a tím méně cizí zásah nesnesl“.
Dosud poslední provedení Antigony uvedl v září roku 1982 koncertně Symfonický orchestr hlavního města Prahy FOK, který při této příležitosti řídil Jiří Bělohlávek, zpívali Libuše Márová, Dalibor Jedlička, Karel Průša, Zdeněk Jankovský a Vojtěch Kocián; „i tentokráte vyznělo dílo silně“, mínila kritika.

### Kritické ohlasy
První verze Antigony byla ve svých třech podobách – koncertní, scénické, rozhlasové – přijata dobovou kritikou spíše vlažně.
Podle recenzenta Národního osvobození, písícího po koncertu v Mánesu, byla Krejčího Antigona „spíše pozoruhodným pokusem, a místy v dramatickém napětí a náladovém vystižení dobře zvládnutými, ale i s partiemi vyznívajícímu velmi hluše a problematicky“; shledával zde „nepoměr mezi zámyslem a účinem“. Recenzent Lidových novin mínil: „Iša Krejčí […] v malé kantátě na výňatky z Antigony není ještě slovově zcela vyjádřený, avšak mnohoslibný […] modernismus Krejčího má začasté spíše hledaný než nutný ráz“. Týž recenzent po představení Pražské konzervatoře psal, že dílo „budí dojem jakési skizzy nebo studie“; za hudebně nejpůsobivější považoval úvodní Kreóntův monolog, zbytek však působil „kouskovitým dojmem, jako hra s akodry a intervaly, jimiž se pozornost spíše rozptyluje než soustřeďuje“. I kritik Národa (Národních listů) byl rezervovaný: „Bude zajímati další vývoj Krejčího v operní látce více z dneška než z pevnin dnešku odlehlých, kam spíš by směřoval svým cítěním, jež odvozuje zřejmě ze Stravinského“. Recenzent Národního osvobození zasadil tuto Antigonu do atmosféry poválečné věcnosti: „Iša Krejčí pro Sofoklovu tragedii vybral nejsušší fakta. Nelamentuje se tu, Antigona popláče si komorně za doprovodu solového instrumentu. Kreon vzrušeně, spádně zadeklamuje.“ Vypočetl především kladné stránky: „Je tu několik zajímavých orchestrálních piec; je tu čistota stylu, osobitě dobovým výrazem zformovaná v jednoduchost a vnitřní pravdivost…“ Po rozhlasovém provedení Antigonu podrobně jiný recenzent Lidových novin: „Antigona je v podstatě pouhá hudebně-dramatická scéna v jednom obraze […] Krejčí pracuje zde polytonálně, jeho hudební projev je stručný, ale obsažný, dikce prostá, opravdová, bezprostřední, krajně zdrženlivá v citu, ale hluboká v projevech hudebního tragismu.“ Přesto to pro něj byl jen „odvážný náběh k novému pojetí hudebně-dramatickému, jež bude však ještě třeba v principu i v slohových důsledcích dořešiti a domysliti.
Hudba definitivní verze v podobě televizní inscenace byla přijata pozitivně. Zdeněk Candra v deníku Práce zpochybňoval uměleckou závažnost Krejčího práce: „Iša Krejčí nejde za hloubkou dramatických rozporů, ale jakýmsi naivistickým hudebním reliéfem spíše jen vyvolává bájnou antickou atmosféru. Bohatstvím melodických nápadů a jejich prostým zpracováním je to hudba sympatická.“
Přijetí nastudování opery v definitivní podobě v Olomouci roku 1965 a v Praze roku 1968 kritika vesměs uvítala po všech stránkách velmi pozitivně. Lidová demokracie o olomoucké inscenaci referovala: „Krejčí vytvořil u nás zcela nový typ opery-kantáty, vzdáleně příbuzné Monteverdimu, Gluckovi nebo Stravinskému, ve které je svěřena hlavní role a nejzávažnější myšlenky antickému chóru. Dílo má přísnou oratorní jednoduchost a stupňuje hudební výraz až ke strhujícímu závěru.“ „Opravdu málokdy se dá s tak dobrým svědomím napsat pochvalná kritika operního představení,“ psal Josef Bajer v Divadelních a filmových novinách. Pražskou inscenaci Antigony recenzent téhož deníku ocenil podrobněji: podle něj je to „dílo zralé a silné, významné nejen pro tvorbu jednoho skladatele, ale i z hlediska naší soudobé opery vůbec“. „Antigona patří k mistrovským operním jednoaktovkám, přičemž kvádry osudového konfliktu se vrší v jediné gradaci v hutný celek, mající velikost mystéria. Krejčího Antigona, utvářená jako scénická kantáta, protestuje svou důslednou estetikou proti nadvládě různých scénografických nápadů nad vlastním dramatem, hudbou a hercem. Zdánlivě statické dílo uskutečňuje silný pohyb vnitřní a dociluje tím – v duchu Gluckovy velikosti – monumentality svého druhu.“

## Osoby a první obsazení
| osoba                                   | hlasový obor | koncertní premiéra 1. verze (26. ledna 1933) | jevištní premiéra 1. verze (9. května 1934) | televizní premiéra 2. verze (24. května 1966) | jevištní premiéra 2. verze (20. března 1965) |
| --------------------------------------- | ------------ | -------------------------------------------- | ------------------------------------------- | --------------------------------------------- | -------------------------------------------- |
| Král Kreón                              | baryton      | Zdeněk Otava                                 | Jindřich Votápek                            | Dalibor Jedlička                              | Stanislav Bechynský / Hynek Maxa             |
| Haimón, jeho syn                        | tenor        | Jaroslav Gleich                              | Bedřich Novák                               | Vít Olmer (zpívá Beno Blachut)                | Jan Pleticha / František Šifta               |
| Antigona, Haimónova milenka             | mezzosoprán  | Božena Kozlíková                             | Milada Bohdanecká                           | Luka Rubanovičová (zpívá Ivana Mixová)        | Mirka Bradová / Zdena Talpová                |
| Teiresiás, věštec                       | bas          | Stanislav Ulrich                             | Stanislav Ulrich                            | Eduard Haken                                  | Josef Klán / Josef Šulista                   |
| Dozorce (hlídač) (v TV inscenaci Posel) | tenor        | Václav (Jaroslav?) Sobota                    | Bedřich Tachezy                             | Karel Kmoch (zpívá Jan Stříška)               | Jaroslav Sobota                              |
| Chlapec                                 | němá role    | …                                            | …                                           | …                                             | …                                            |
| Prolog                                  | mluvená role | –                                            | –                                           | Radovan Lukavský                              | –                                            |
| Zmar                                    | tančená role | –                                            | –                                           | Karel Vrtiška                                 | –                                            |
| Dirigent:                               | Dirigent:    | –                                            | Pavel Dědeček                               | Rudolf Vašata                                 | František Preisler                           |
| Režie:                                  | Režie:       | –                                            | Ferdinand Pujman                            | Pavel Hobl                                    | Emil F. Vokálek                              |
| Scéna:                                  | Scéna:       | –                                            | Bedřich Feuerstein                          | Karel Lier / Jan Brychta                      | Jiří Procházka                               |
| Kostýmy:                                | Kostýmy:     | –                                            | …                                           | …                                             | Adolf Wenig                                  |
| Kamera:                                 | Kamera:      | –                                            | –                                           | Jiří Kadaňka                                  | –                                            |

## Děj opery
Po vyhnání Oidipa z Théb se králem stal Kreón. Oidipovi synové Eteoklés a Polyneikés se dostali do sporu; zatímco Eteoklés zůstal v Thébách, Polyneikés uprchl a s pomocí vojska z Argu se pokusil Théby dobýt, ale v bitvě on i Eteoklés padl. 
Na počátku opery vyhlašuje Kreón příkaz: Eteoklés mám být pohřben, ale protože Polyneikés byl nepřítelem Théb, má být jeho mrtvola získat nepohřbena, přestože sbor thébských občanů moudrost tohoto rozhodnutí zpochybňuje. Komukoli, kdo by se tomuto příkazu vzepřel, hrozí smrt.
Dozorce, který hlídal Polyneikovu mrtvolu, přivádí Antigonu, dceru Oidipa a sestru obou padlých bratří. Obviňuje ji z toho, že Polyneikovo tělo zasypala hlínou a truchlila nad ním. Antigona mluví za sebe: třebaže vladařovy rozkazy říkají něco jiného, pohřbít bratra jí přikazovaly zákony božské, které mají nad lidskými zákony přednost. Kreón jí vyhrožuje, ale Antigona je neochvějná.
Kreóntův syn Haimón, Antigonin snoubenec, vyhledá otce a úpěnlivě ho prosí, aby dívku ušetřil. Snaží se otce přesvědčit, že její potrestání narazí na nesouhlas thébského lidu. Kreón však nedbá synových proseb ani varování a přikazuje, aby byla Antigona zaživa zazděna. Antigona je odváděna; lituje sice, že musí zemřít, ale nikoli svého činu.
Chlapec přivádí ke Kreóntovi rovněž slepého věštce Teiresiáse, který věští králi a jeho rodu zkázu plynoucí z Kreóntova nerozumného a nemravného příkazu. Kreón váhá, ale přesto setrvává na svém postoji a věštce urazí.
Brzy na to je mu přinesena zpráva, že Antigona se oběsila. Haimón u její mrtvoly spáchal sebevraždu mečem, proklínaje svého otce, a poté se zabila i Kreóntova manželka. Kreón propadá beznadějnému zoufalství a přijímá trest za svou zvůli a popření zákonů lidskosti.

## Instrumentace
Tři flétny (3. též pikola), dva hoboje, dva klarinety (in C), dva fagoty (kontrafagot); čtyři lesní rohy, tři trubky, tři pozouny, tuba; tympány, bicí souprava; harfa, klavír; housle, violy, violoncella, kontrabasy.

## Diskografie
- Nahrávka Československého rozhlasu z roku 1964, komerčně nevydaná. Zpívají: (Antigona) Ivana Mixová, (Haimón) Beno Blachut, (Kreón) Dalibor Jedlička, (Teiresiás) Eduard Haken, (posel) Jaroslav Stříška. Symfonický orchestr Československého rozhlasu v Praze řídí Rudolf Vašata.[10]